# Boraks
Boraks (iz perzijskog - burah) ili natrijev borat, natrijev tetraborat ili dinatrijev tetraborat je mineral i sol borne kiseline. Na sobnoj temperaturi je bijeli kristalni prah koji je sastavljen od bezbojnih kristala koji se lako rastvaraju u vodi.
Boraks ima vrlo široku primjenu. Najčešće se uporabljuje kao sastojak u industriji deterdženata, kozmetike i slično. 
Rabi se i u biokemiji za proizvodnju pufera, te kao antifugalno sredstvo za proizvodnju fiberglasa. Ima i insekticidno djelovanje.
Pod pojmom boraks mogu se podrazumijevati i mnogobrojni hidrati boraksa, ali većinom se misli na tetrahidrat. U prodaji se obično nalazi dijelimično dehidriran.

## Otrovnost
Borna kiselina, natrijum borat i natrijum perborat imaju približno istu smrtnu dozu za ljude od 0,1 do 0,5 g/kg tjelesne težine. Ove tvari su otrovne za sve ljudske stanice te se vrlo sporo izlučuju iz organizma putem bubrega. Trovanje bubrega boraksom je vrlo opasno zbog degeneracije masnoća iz jetre, cerebralnog edema i gastroenteritisa. Naročito je opasna uporaba otopina borne kiseline za ispiranje očiju kod dojenčadi, pogotovo ako se često koristi, a sve zbog spore brzine izlučivanja iz organizma.

## Vanjske poveznice
- Nacionalna baza podataka zagađivača
- NIOSH vodič o kemijskim opasnostima
- Boraks na sefsc.noaa.gov